# Loweia subalpina
Loweia subalpina är en fjärilsart som beskrevs av Adolph Speyer 1851. Loweia subalpina ingår i släktet Loweia och familjen juvelvingar. Inga underarter finns listade i Catalogue of Life.